# وارویک آلرتون - شیکاگو
وارویک آلرتون - شیکاگو (سابقا آلرتون هتل) یک آسمان‌خراش واقع در شیکاگو ایلینوی، ایالات متحده آمریکا می‌باشد. ساخت و ساز این ساختمان  ۱۹۲۲ شروع شد و  ۱۹۲۴ به پایان رسید. تعداد طبقاتش  ۲۵ است.